# Dying for the World
Dying for the World är den amerikanska hårdrocksgruppen W.A.S.P.:s tionde studioalbum, utgivet den 11 juni 2002. Albumet är tillägnat offren för terroristattackerna i samband med 9/11.

## Låtförteckning
Samtliga låtar är komponerade av Blackie Lawless.
1. Shadow Man – 5:34
2. My Wicked Heart – 5:38
3. Black Bone Torso – 2:15
4. Hell for Eternity – 4:38
5. Hallowed Ground – 5:54
6. Revengeance – 5:20
7. Trail of Tears – 5:50
8. Stone Cold Killers – 4:56
9. Rubber Man – 4:25
10. Hallowed Ground (Take #5 Acoustic) – 6:08

## Bonusspår på den japanska utgåvan
1. Revengeance (Karaoke Version) – 5:21
2. Trail Of Tears (Take #1) – 5:04
3. Hallowed Ground (Take #2) – 5:19

## Medverkande
- Blackie Lawless – sång, kompgitarr, keyboard
- Darrell Roberts – gitarr
- Mike Duda – elgitarr, bakgrundssång
- Frankie Banali – trummor